# NGC 5137
NGC 5137 este o galaxie spirală situată în constelația Fecioara. A fost descoperită în 17 aprilie 1887 de către Lewis A. Swift.